# Pasaporte kosovar

Pasaporte biométrico kosovar.

El pasaporte kosovar (en albanés: Pasaporta e kosovës; en serbio: Косовски пасош/Kosovski pasoš) es un documento oficial de viaje expedido por el gobierno de Kosovo a los ciudadanos kosovares para acreditar su identidad y nacionalidad ante gobiernos extranjeros.
Todos los pasaportes son propiedad del Estado. Sus titulares son únicamente arrendatarios del documento. Todos los ciudadanos kosovares tienen derecho a obtener el pasaporte ordinario, salvo que hayan sido privados de ello por causa legal o por resolución judicial.
Este documento es válido para viajar a cualquier parte del mundo, aunque para viajar a ciertos países se requiere visa. La libreta cumple con los estándares recomendados de la Organización de Aviación Civil Internacional (OACI). Hay cuatro tipos de pasaporte del formato libreta, aunque el Ministerio de Interior emite únicamente el pasaporte biométrico como estándar desde octubre de 2011. Los pasaportes en vigor que no son biométricos siguen siendo válidos hasta su fecha de caducidad.

## Historia
El gobierno kosovar comenzó a expedir pasaportes desde el 30 de julio de 2008, cinco meses después de la declaración de independencia. Anteriormente los kosovares que querían viajar al extranjero debían hacerlo con documentos de viaje expedidos por la Misión de Administración Provisional de las Naciones Unidas en Kosovo, cuya validez era de dos años.
En un primer momento la cubierta del pasaporte kosovar era azul marino. Con la introducción del pasaporte biométrico en 2011 se adoptó una cubierta rojo burdeos, similar a los países de la Unión Europea.

## Tipos de pasaporte
En función de la naturaleza del viaje, se pueden clasificar en:
- Pasaporte ordinario - Expedido para viajes ordinarios. Cubierta en rojo burdeos, con una validez máxima de diez años si el propietario es mayor de edad y de cinco años si es menor de edad.
- Pasaporte oficial -  Expedido a personal del gobierno y a sus familiares directos. Cubierta en granate, con una validez máxima de cinco años.
- Pasaporte diplomático - Expedido al presidente de Kosovo, el primer ministro, representantes del gobierno y del poder judicial, embajadores y diplomáticos acreditados en el extranjero. Cubierta en negro, con una validez máxima de cinco años.[3]
- Documento de viaje - Expedido en casos de emergencia, como robo o caducidad durante el viaje, así como para viajes en grupo si hay reciprocidad con el país de destino. Cubierta en azul, con una validez máxima de treinta días.[3]

## Características

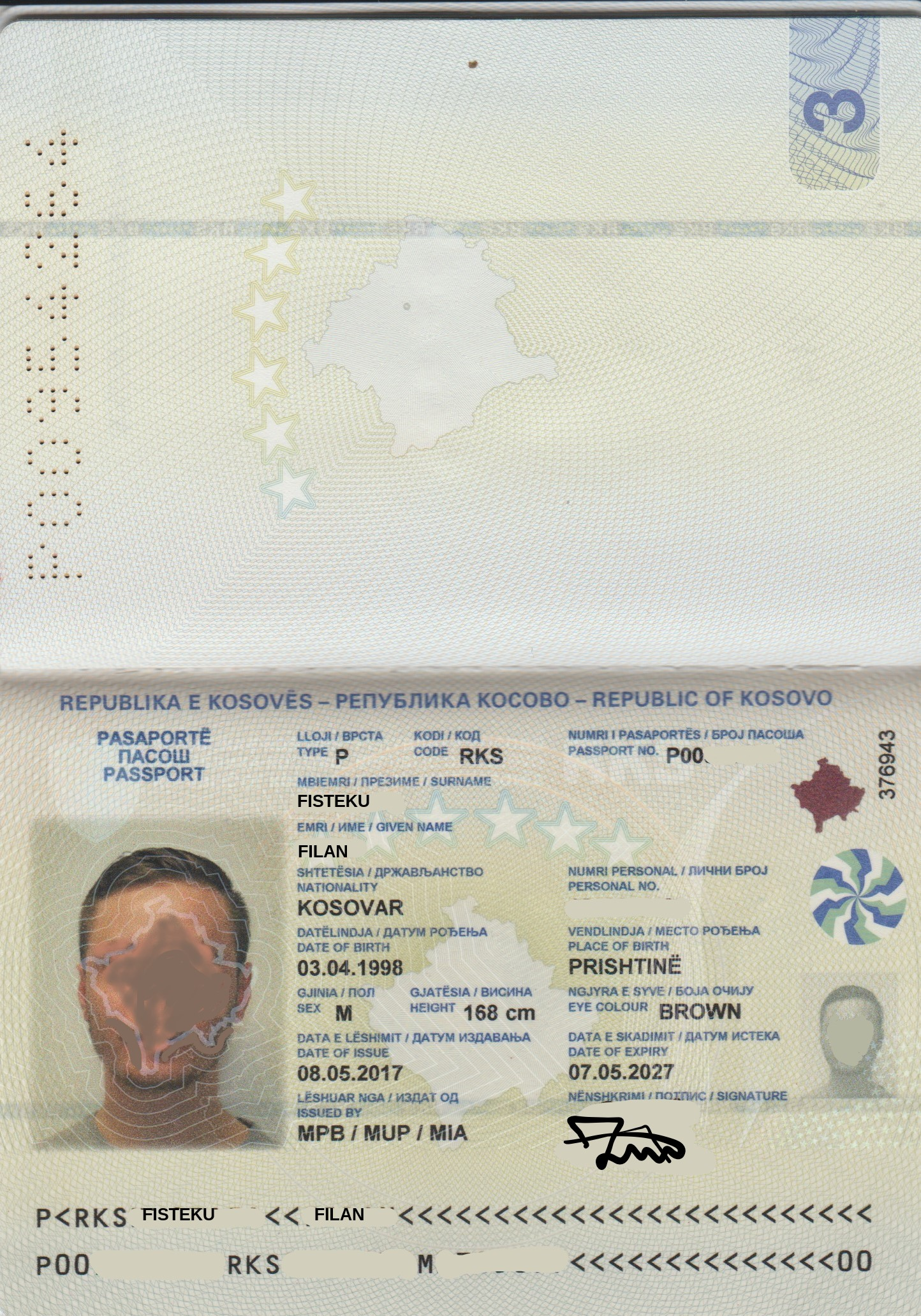
Muestra de la página biográfica del pasaporte kosovar.

La cubierta del pasaporte kosovar es de color burdeos, con el escudo de Kosovo en el centro. La palabra «pasaporte» figura en letras mayúsculas en tres idiomas (albanés, serbio e inglés), y lo mismo sucede con el nombre del estado en la parte superior.
Además de incluir la fotografía y la huella dactilar del propietario, la página biográfica contiene la siguiente información: tipo de pasaporte, código del país (RKS), número de pasaporte, apellidos y nombre, nacionalidad, número de identificación personal, fecha de nacimiento, lugar de nacimiento, sexo, altura, color de ojos, fecha de expedición, fecha de caducidad, emisor y firma.
Kosovo expide el pasaporte biométrico desde el 31 de octubre de 2011. Toda la información relevante figura en albanés, serbio e inglés.
La concesión de pasaportes es una prerrogativa del Ministerio del Interior, salvo los pasaportes diplomáticos que dependen del Ministerio de Asuntos Exteriores.

## Visado
De acuerdo con el Índice de restricciones de Visa, los poseedores de un pasaporte kosovar pueden visitar 41 países sin necesidad de visado, lo que lo convierte en el pasaporte europeo con menos ventajas. Esto se debe a que Kosovo es un estado con reconocimiento limitado, si bien algunos de los países que no reconocen la independencia sí permiten entrar con este documento.
Dentro de la Unión Europea es necesario el visado Schengen, pero España no los reconoce como válidos si van adjuntos a un pasaporte kosovar. Los kosovares que quieran entrar en este país con su propio pasaporte necesitan un visado especial de hasta tres meses, en hoja separada.

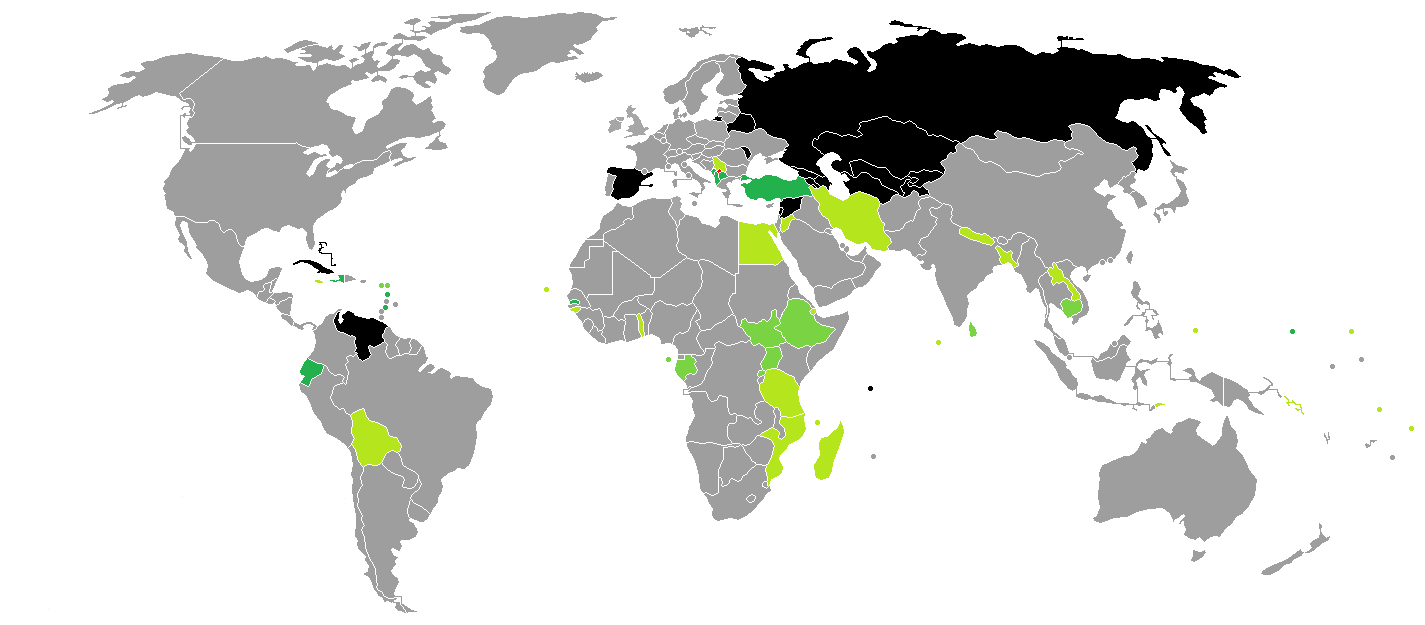
Requerimientos de visado para ciudadanos kosovares en el mundo.
Kosovo]
Sin necesidad de visa
Visado a la llegada (VOA)
eVisa
Visa disponible tanto a la llegada como en línea
Admisión rechazada con pasaporte kosovar

## Reconocimiento
Debido al reconocimiento limitado de Kosovo, hay países que no lo reconocen como Estado y tampoco sus documentos nacionales de identidad. No se puede entrar con pasaporte kosovar en los siguientes países: Armenia, Azerbaiyán, Bielorrusia, Camboya, Cuba, España, Georgia, Kazajistán, Kirguistán, Líbano, Moldavia, Rusia, Siria, Tayikistán, Turkmenistán, Ucrania, Uzbekistán y Venezuela.

### Serbia

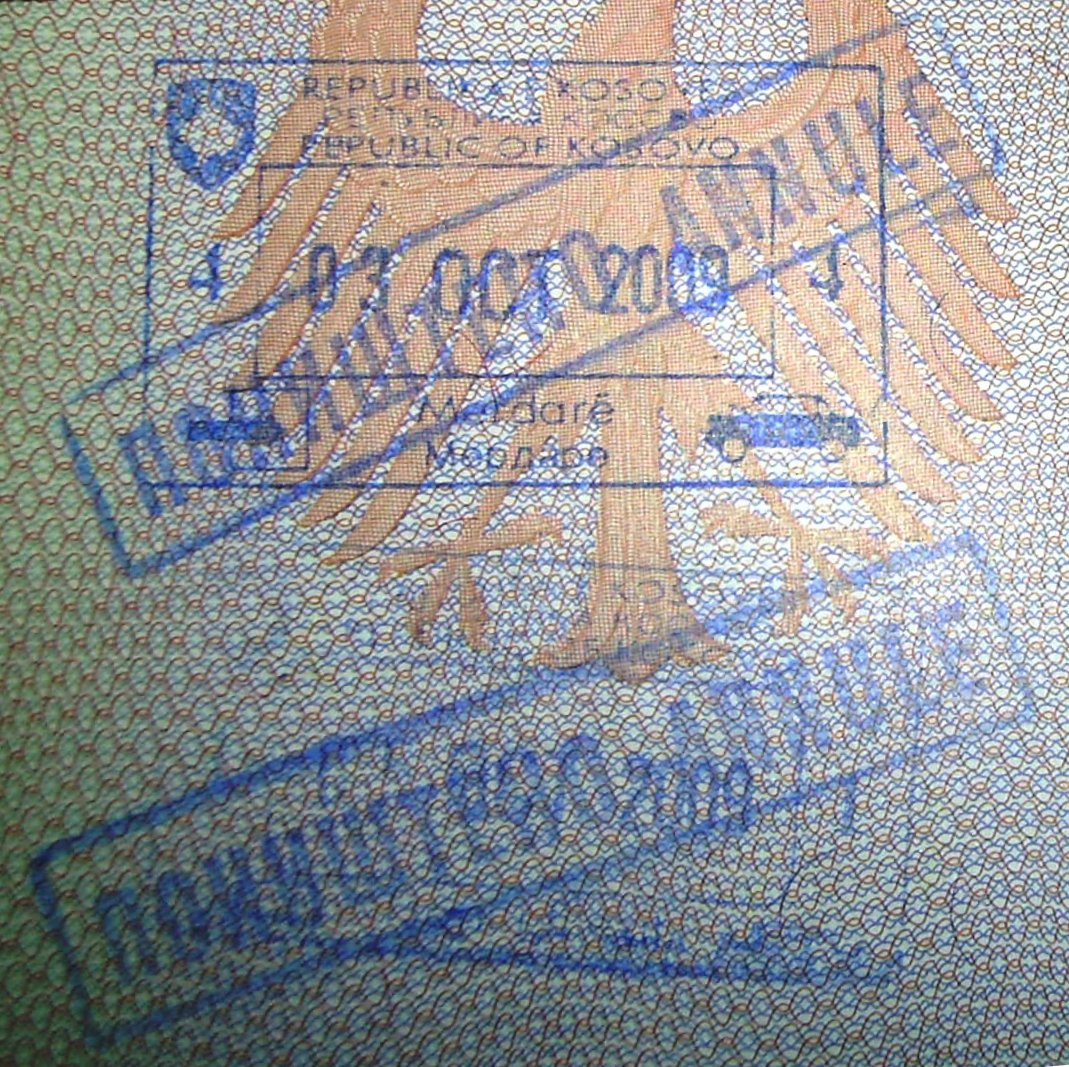
Sello de anulación serbio sobre un sello de entrada kosovar.

Serbia considera que el territorio es la provincia autónoma de Kosovo y Metojia, y por lo tanto no acepta su pasaporte. Sin embargo, permite que los ciudadanos kosovares puedan entrar y salir del país con el documento de identidad kosovar. La estancia de los ciudadanos que hacen eso está limitada a tres meses, según el principio europeo de libre circulación.
Actualmente la policía fronteriza estampa sellos de anulación sobre los sellos kosovares. Cuando Kosovo comenzó a expedir pasaportes en 2008, las autoridades de Serbia llegaban a rechazar todo pasaporte extranjero que tuviera un sello kosovar, pero dejó de hacerlo por los problemas de circulación que ocasionaba.

### Rusia
Rusia no reconoce a Kosovo como estado independiente y tampoco permite entrar o transitar en su país con ese pasaporte. La única excepción es la participación en eventos de organizaciones internacionales en las que Kosovo tenga representación, en cuyo caso se expide un visado especial dentro del pasaporte. Estos eventos suelen ser competiciones deportivas auspiciadas por Comité Olímpico Internacional y otras federaciones.